# Guilherme Seta
Guilherme Seta de Morais Souza, más conocido como Guilherme Seta (São Paulo, 17 de diciembre de 2002), es un actor brasileño. Se convirtió conocido desde la infancia cuando interpretó a Davi en el remake de telenovela Carrossel, de SBT (2012).

## Biografía
Guilherme Seta nació en São Paulo, Brasil.
El actor inició su carrera artística a la edad de tan solo 1 año, participando en un comercial para Pernambucanas, de ese contacto con las cámaras nunca paró. Realizó varios comerciales, entre ellos da Vanish 2009, Hipercard 2010, Pernambucanas 2010, Telefônica 2011, entre otros. Fue un cartelista para Shopping Vale Sul en São José dos Campos, donde realizó una campaña para la Navidad de 2007 y otra para el Día de la Madre de 2008.
En 2010 debutó profesionalmente como actor en SBT en una aparición especial en la telenovela Uma Rosa com Amor, y en el mismo año se convirtió en uno de los protagonistas de la serie infantil O Esconderijo Secreto de Discovery Kids, que permaneció en el aire hasta 2013.
En 2012, interpretó al protagonista de la película Boca do Lixo en la primera fase y formó parte del cortometraje Thomás Tristonho. En el mismo año, se unió al remake de la telenovela Carrossel do SBT, como el judío Davi Rabinovich, novio del personaje de Maisa Silva.
Aún con el personaje de Davi, en 2013 participó en el musical Carrossel en Circo Tihany e y en las voces en off de Carrossel (dibujo animado), la serie Patrulha Salvadora en 2014 y las películas Carrossel: O Filme  y Carrossel 2: O Sumiço de Maria Joaquina nos anos 2015 y 2016. También en 2016, interpretó a Felipe en la Webserie Galera do Condomínio, que contiene 10 episodios con más de 17 millones de visitas en el canal Pik Esconde en YouTube. Al año siguiente, a través de esta Webserie el actor ganó su primer premio internacional: Rio webfest Mejor Actuación Infantil y Juvenil.
En 2017, realizó su primer papel en RecordTV, con una aparición especial en la primera fase de la telenovela O Rico e Lázaro. Su personaje era Hurzabum, un chico sensible y soñador apasionado por la música. En el mismo año, se integró al elenco de la serie Juacas de Disney Channel Brasil, grabando la primera y segunda temporadas hasta 2019, cuando finalizó el guion.
En 2019 ganó protagonismo en la telenovela Topíssima de RecordTV cuando interpretó a su primer personaje adolescente: Fernando, quien se convirtió en el "ayudante" del narcotráfico y planeó un linchamiento del hombre responsable de la muerte de su hermana Jandira (Brenda Sabryna).
En 2021, Guilherme se une al elenco de la telenovela Génesis en la fase José de Egipto (RecordTV), interpretando al personaje de Selá, hermano menor de Er y Onã. En 2022, en HBO Max, el actor estrena el largometraje #DameLike, una comedia adolescente donde interpreta al protagonista Gabriel, un joven con el sueño de ser un youtuber exitoso y que está enamorado de Bianca.

## Filmografía

### Telenovelas y Series de TV
| Año       | Título                       | Personaje                | Notas                   | Canal          |
| --------- | ---------------------------- | ------------------------ | ----------------------- | -------------- |
| 2010      | Una Rosa con Amor            | Amigo de Joãozinho       | Episodio: "18 de junio" | SBT            |
| 2010–2013 | O Esconderijo Secreto        | Chico                    |                         | Discovery Kids |
| 2012–2013 | Carrusel                     | Davi Rabinovich          |                         | SBT            |
| 2013      | Carrossel Especial de Natal  | Davi Rabinovich          | Especial de fin de año  | SBT            |
| 2014–2015 | Patrulha Salvadora           | Davi Rabinovich          |                         | SBT            |
| 2014      | É Natal, Mallandro!          | Davi Rabinovich          | Especial de fin de año  | SBT            |
| 2016      | Carrossel em desenho animado | Davi Ravinovich (voz)    | Doblaje                 | SBT            |
| 2017      | El rico y Lázaro             | Hurzabum                 | Fase 1                  | RecordTV       |
| 2017–2019 | Juacas                       | Toco                     |                         | Disney Channel |
| 2019      | Topíssima                    | Fernando Oliveira Soares |                         | RecordTV       |
| 2021      | Génesis                      | Selá                     | Fase de José de Egipto  | RecordTV       |
| 2022      | Reyes                        | Joab (Joven)             | Fase: La Elección       | RecordTV       |

### Películas
| Año  | Título                                  | Personaje        | Notas        |
| ---- | --------------------------------------- | ---------------- | ------------ |
| 2012 | Boca                                    | Hiroito Joanides |              |
| 2012 | Thomás Tristonho                        | Thomás Tristonho | Cortometraje |
| 2015 | Carrossel: O Filme                      | Davi Rabinovich  |              |
| 2016 | Carrossel 2: O Sumiço de Maria Joaquina | Davi Rabinovich  |              |
| 2022 | #DameLike                               | Gabriel          | Protagonista |

### Internet/Web
| Año             | Título               | Personaje | Notas               |
| --------------- | -------------------- | --------- | ------------------- |
| 2010 – presente | Guilherme Seta       | Él mismo  | Canal de Youtube    |
| 2016            | Galera do Condomínio | Felipe    | Webserie de Youtube |

### Clips de Video
| Año  | Título        | Artista             |
| ---- | ------------- | ------------------- |
| 2012 | Falta Coragem | Condução do Sistema |
| 2018 | Meu Crush     | BFF Girls           |

## Teatro
| Año  | Título                            | Personaje       |
| ---- | --------------------------------- | --------------- |
| 2013 | A Árvore Berenice                 | João            |
| 2013 | Show Carrossel no Circo Tihany    | Davi Ravinovich |
| 2015 | As crianças mais amadas do Brasil | Él mismo        |
| 2017 | Mary Poppins                      | Michael Banks   |
| 2017 | Wicked (musical)                  |                 |
| 2017 | As Bruxas de Eastwick             |                 |
| 2017 | O Príncipe das Fadas              | Príncipe        |

## Premios y nominaciones
| Año  | Premio                      | Categoría                      | Trabajo indicado     | Resultado |
| ---- | --------------------------- | ------------------------------ | -------------------- | --------- |
| 2012 | Prêmio Magnífico            | Destacado televisivo del año   | Carrossel            | Ganador   |
| 2012 | Telinha da TV Destaques     | Mejor Actor Infantil           | Carrossel            | Nominado  |
| 2014 | Prêmio Contigo! de TV       | Mejor Actor Infantil           | Patrulha Salvadora   | Nominado  |
| 2017 | Rio Webfest (Internacional) | Mejor Actor Infantil y Juvenil | Galera do Condomínio | Ganador   |
| 2020 | Prêmio Notícias de TV       | Mejor Actor Infantil           | Topíssima            | Nominado  |

## Discografía
| Año  | Canción            | Álbum                                   |
| ---- | ------------------ | --------------------------------------- |
| 2012 | A Banda            | Carrossel                               |
| 2013 | Filhote do Filhote | Carrossel                               |
| 2014 | Os Super-Heróis    | Patrulha Salvadora                      |
| 2015 | Carro-Céu          | Carrossel: O Filme                      |
| 2015 | PanaPaná           | Carrossel: O Filme                      |
| 2015 | Amiguinho          | Carrossel: O Filme                      |
| 2016 | De Zero a Dez      | Carrossel 2: O Sumiço de Maria Joaquina |